# Metropolitan Area Express
Metropolitan Area Express (сокращённо — MAX) — система легкорельсового транспорта (скоростного трамвая) в городе Портленд (Орегон, США). По состоянию на 2011 год система состоит из четырёх линий, ещё одна проектируется. Систему эксплуатирует оператор общественного транспорта TriMet.

## История
Строительство первого участка системы длиной 24 км началось в 1982 году, а открытие состоялось 5 сентября 1986 года.

## Описание системы

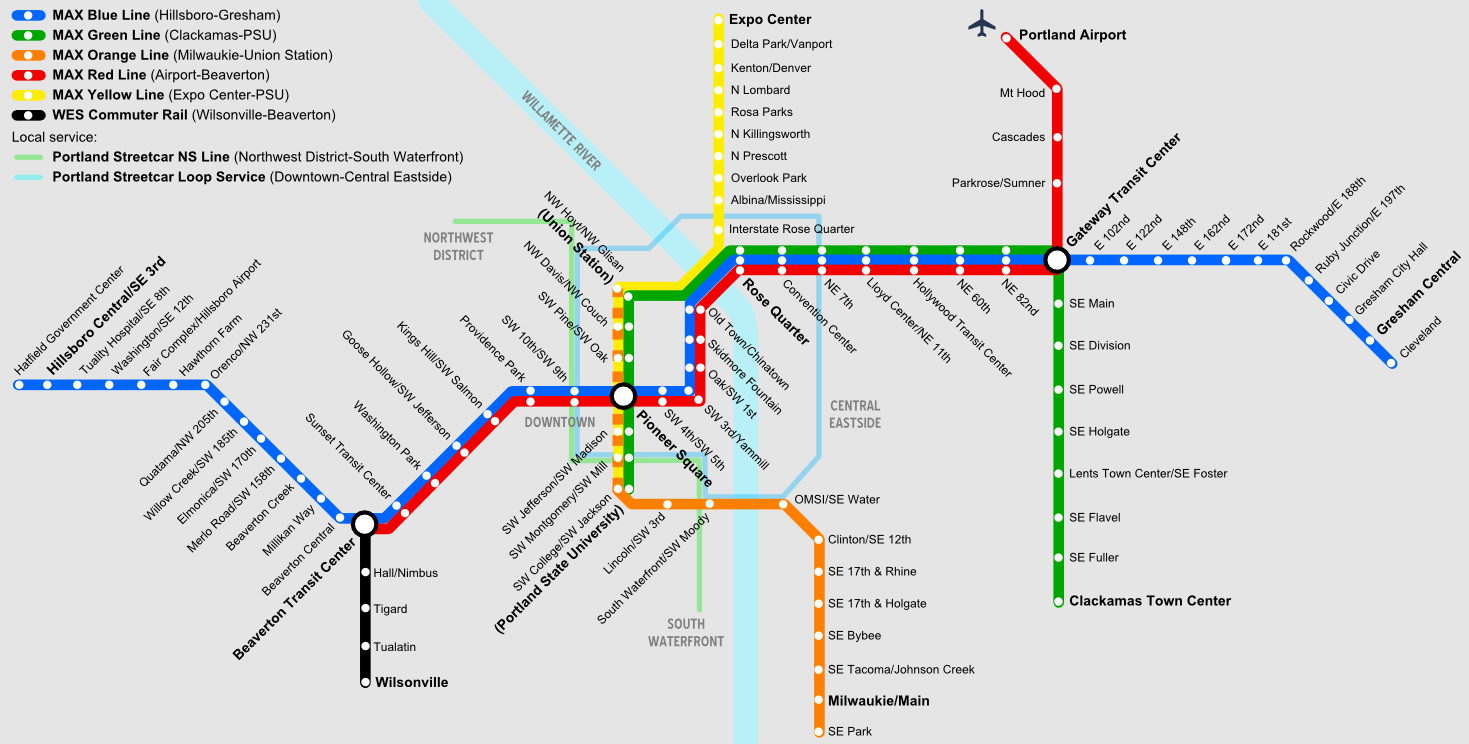
Схема линий (устаревшая)

Транспортная система MAX состоит из пяти линий:
- Синяя линия (Blue Line, Hillsboro — City Center — Gresham) 52,6 км (32,7 миль), 51 станция/остановка
- Зелёная линия (Green Line, Clackamas — City Center — Portland State University) 22,7 км (14,1 миль), 28 станций/остановок
- Оранжевая линия (Orange Line, — Union Station — City Center — Portland State University — Milwaukie) 11,7 км (7,3 миль), 17 станций/остановок
- Красная линия (Red Line, Airport — City Center — Beaverton TC) 41 км (25,6 миль), 29 станций/остановок
- Жёлтая линия (Yellow Line, Expo Center — City Center — Portland State University) 12,6 км (7,8 миль), 22 станции/остановки

Ширина колеи системы стандартная (1435 мм), электропитание от воздушной контактной сети.
Все линии, кроме оранжевой, пересекают реку Уилламетт по Стальному мосту, оранжевая линия — по мосту Тиликум.

## Подвижной состав
Стема использует подвижной состав четырёх типов:
- Тип 1. Высокопольные трамваи производства Bombardier Transportation, используются на системе с момента открытия. Первые вагоны прибыли в Портленд в 1984 году[3].
- Тип 2. Низкопольные трамваи производства Siemens, используются с 1997 года (первый день эксплуатации — 31 августа 1997 года[4]). Они стали первыми низкопольными трамваями в Северной Америке[5][6].
- Тип 3. Практически аналогичны типу 2, используются с 2003 года
- Тип 4. Низкопольные трамваи Siemens Avanto (обозначение в США — S70), в эксплуатации с августа 2009 года[7].